# Mick Jenkins
Mick Jenkins, de son vrai nom Jayson Jenkins, né le 16 avril 1991 à Huntsville en Alabama, est un rappeur américain.

## Biographie

### Débuts (2012–2014)
Le 13 janvier 2012, Mick publie sa première mixtape, The Mickstape. En août 2012, il publie sa deuxième mixtape intitulée The Pursuit of HappyNess: The Story of Mickalascage. Elle fait participer After The Smoke, Swisha House, Chris Calor, Quincy Banks, Chuck Inglish, Vanilla, et Dijon.
Au printemps 2012, Mick revient à Chicago et se joint à l'YCA (Young Chicago Authors). Jenkins est membre d'un groupe de hip-hop appelé Free Nation. D'autres membres incluent Prop, J-Stock, Burman, et Maine The Saint. En avril 2013, Mick publie une mixtape intitulée Trees and Truths. Il collabore ensuite avec Chance The Rapper et Vic Mensa pour un single intitulé Crossroads, bien accueilli par la presse spécialisée.
En juillet 2014, Mick attire l'attention après la publication de son single/visuel Martyrs, juxtaposant vérités sociétales et imagerie attractive. Martyrs mène plusieurs artistes comme Timbaland, entre autres, à féliciter Jenkins pour son talent musical et lyrique. Mick continue de chercher des moyens créatifs de faire passer son message, et publie le 12 août son projet The Water[s] qui attire l'attention à l'international,,. Peu après cette publication, Jenkins annonce une tournée pour printemps 2014, le Smoker's Club World Wide Roller's Tour aux côtés de Method Man, Redman, B-Real, Trademark da Skydiver, et Berner. Il lance sa première tournée officielle en février 2015 avec Kirk Knight, Noname Gypsy et Saba Pivot. Il se lance en tournée avec Joey Bada$$ et Denzel Curry pour le Phase 1 of their World Domination Tour.

### The Water[s]etWaves(2015)
Le 20 juillet 2015, Mick Jenkins annonce une mixtape intitulé The Water[s], publié le 21 août 2015. Pour The Water[s], Mick continue avec les mêmes collaborateurs. Il fait participer Sean Deaux, Saba, et TheMind. Mick se lance également en tournée avec le producteur français STWO d'août à fin octobre 2015. Mick Jenkins lance un streaming de son nouveau projet sur NPR’s First Listen le 13 août 2015. L'EP, intitulé Wave[s] est la suite de sa mixtape The Water[s], le projet sort le 21 août 2015.

### The Healing Component(2016)
Le 16 août 2016, Jenkins sort un single Spread Love et annonce dans le même temps la date de sortie de son premier album studio intitulé The Healing Component. L'album sort le 23 septembre 2016.

### Séries d'EPOr More, le second albumPieces Of A ManetThe Circus(2017-2020)
Le 12 octobre 2018, Jenkins annonce que un second album studio intitulé Pieces Of A Man est en préparation. Il révèle simultanément le clip de la piste Understood, extrait de l'album. L'album sort le 26 octobre 2018.

### Elephant In The Room(2021)
Le 8 octobre 2021, Jenkins annonce la date de sortie de son prochain album intitulé Elephant In The Room, fixé au 29 octobre 2021, il révèle simultanément le clip du morceau extrait du disque intitulé "Contacts".

## Discographie

### Albums studio
- 2016 : The Healing Component
- 2018 : Pieces of a Man
- 2021 : Elephant in the Room
- 2023 : The Patience

### Eps
- 2015 : Wave[s]
- 2017 : Or More; The Anxious
- 2018 : Or More; The Frustration
- 2020 : The Circus

### Mixtapes
- 2012 : Mickstape
- 2012 : The Pursuit of HappyNess: The Story of Mickalascage
- 2013 : Trees and Truths
- 2014 : The Water[s]